# Gryllomorpha canariensis
Gryllomorpha canariensis är en insektsart som beskrevs av Lucien Chopard 1939. Gryllomorpha canariensis ingår i släktet Gryllomorpha och familjen syrsor. IUCN kategoriserar arten globalt som nära hotad. Inga underarter finns listade i Catalogue of Life.